# NSTG Asch
Die NSTG Asch, vollständig Nationalsozialistische Turngemeinde Asch, war ein deutscher Sportverein aus Asch im Reichsgau Sudetenland, dem heutigen Aš.

## Geschichte
Die NSTG Asch entstand 1939 als Zusammenschluss der örtlichen Vereine in Asch, darunter auch Fußballverein Sportbrüder Asch und Deutscher Sportverein Asch. Die Mannschaft schaffte 1940 den Aufstieg in die Gauliga Sudetenland. In der Spielzeit 1940/41, in der es aufgrund Spielermangels bei diversen Vereinen zu etlichen Spielausfällen kam, trat sie in der Gruppe I an. Dort belegte sie zwar den zweiten Platz, hatte aber lediglich vier der zehn vorgesehenen Ligaspiele bestritten. Auch betroffen von mangelnder Spielerzahl zog sich der Klub am Ende der Spielzeit aus der Liga zurück. Spätestens 1945 erlosch der Verein.